# Wladimir Logothetti

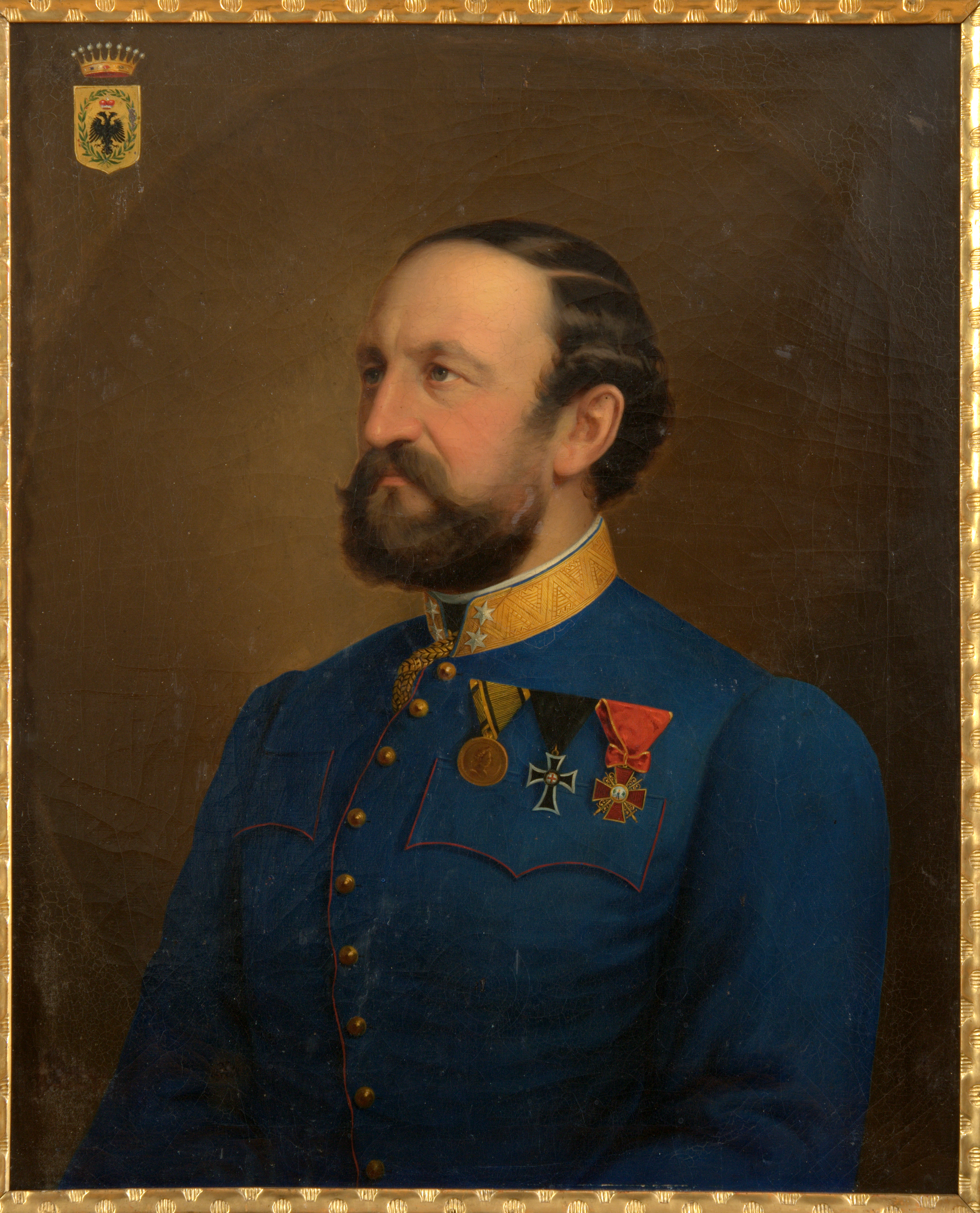
Wladimir Gf. Logothetti um 1870

Wladimir Emanuel Alexander Graf Logothetti (* 4. August 1822 in Losonctamási, heute Slowakei; † 7. Dezember 1892 in Radautz (Rădăuți), Bukowina, heute Rumänien) war ein österreichisch-ungarischer Offizier, Politiker und Gründer der ersten Freiwilligen Feuerwehr in Mähren.

## Vorfahren

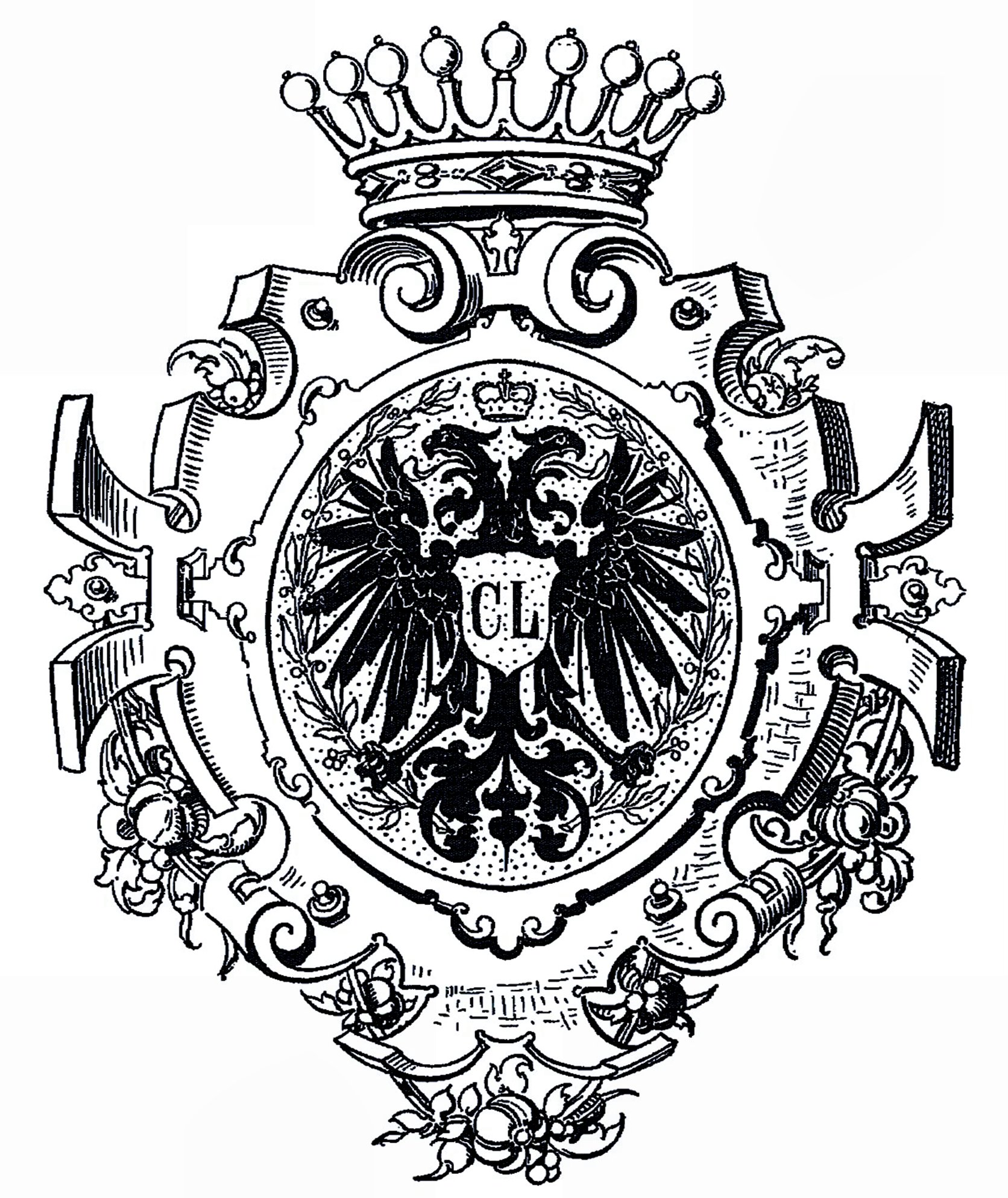
Wappen der Logothetti

Wladimir Logothetti stammte aus einer alten byzantinischen Familie, die ihre Herkunft von Nikephoros I. Logothetis (804–811 oströmischer Kaiser) ableitet und die seit dem Fall von Konstantinopel 1453 auf der ionischen Insel Zante (Zakynthos) ansässig ist. Im 18. Jahrhundert gelangte der in Diensten der Republik Venedig stehende Giacomo (Jakob) Graf Logothetti (1741–1802) in das Fürstentum Moldau und mit der Angliederung der Bukowina in den österreichischen Staatsverband. Seine Nachkommen erfüllten eine wichtige Rolle bei der Verteidigung dieser am Rand des Staates liegenden Provinz und gehörten zu den Honoratioren der Hauptstadt Czernowitz.
Wladimirs Vater, Hugo I. Logothetti (1801–1861) erwarb nach seiner Verehelichung mit Pauline Freiin von Bartenstein, einer Enkelin des Freiherrn Johann Christoph Bartenstein, 1830 die Güter Bilowitz und Březolupy bei Ungarisch Hradisch in Südmähren. Er ist bekannt als Mäzen des böhmischen Malers Josef Mánes (1820–1871) und ließ von ihm u. a. „Veruna Čudová“ malen – das bekannteste Mánes-Gemälde schlechthin.
Wladimir wurde am 4. August 1822 in Filiale Tamassy (jetzt Tomášovce, Slowakei) geboren, wo sein Vater als Offizier diente. Er war der Älteste von sieben Kindern. Ein Jahr später wurde seine älteste Schwester Hedwig (1823–1899) geboren. Wie es damals oft geschah, starben drei Geschwister – Bertha (*; † 1825), Lodoiska (1826–1829) und Alfred (1830–1833) – bereits im Kindesalter. Das unstete Militärleben mit stets wechselnden Standorten im Königreich Galizien und Lodomerien, bekannt als der ärmste Teil des österreichischen Kaiserreichs, mag daran teilweise schuld gewesen sein.
Im Jahre 1830 kaufte sein Vater die Güter Bilowitz und Březolup in Mähren, wo die Familie sich im Jahre 1839 nach Auszahlung der Erbschaft aus der Bukowina endgültig niederließ. Die jüngeren Geschwister Julia (1833–1854) und Zdenko (1835–1881) wurden bereits in Mähren geboren. Dank der Erbschaft aus der Bukowina und ererbtem Geld mütterlicherseits konnte die Familie in Mähren als Großgrundbesitzer leben.

## Karriere

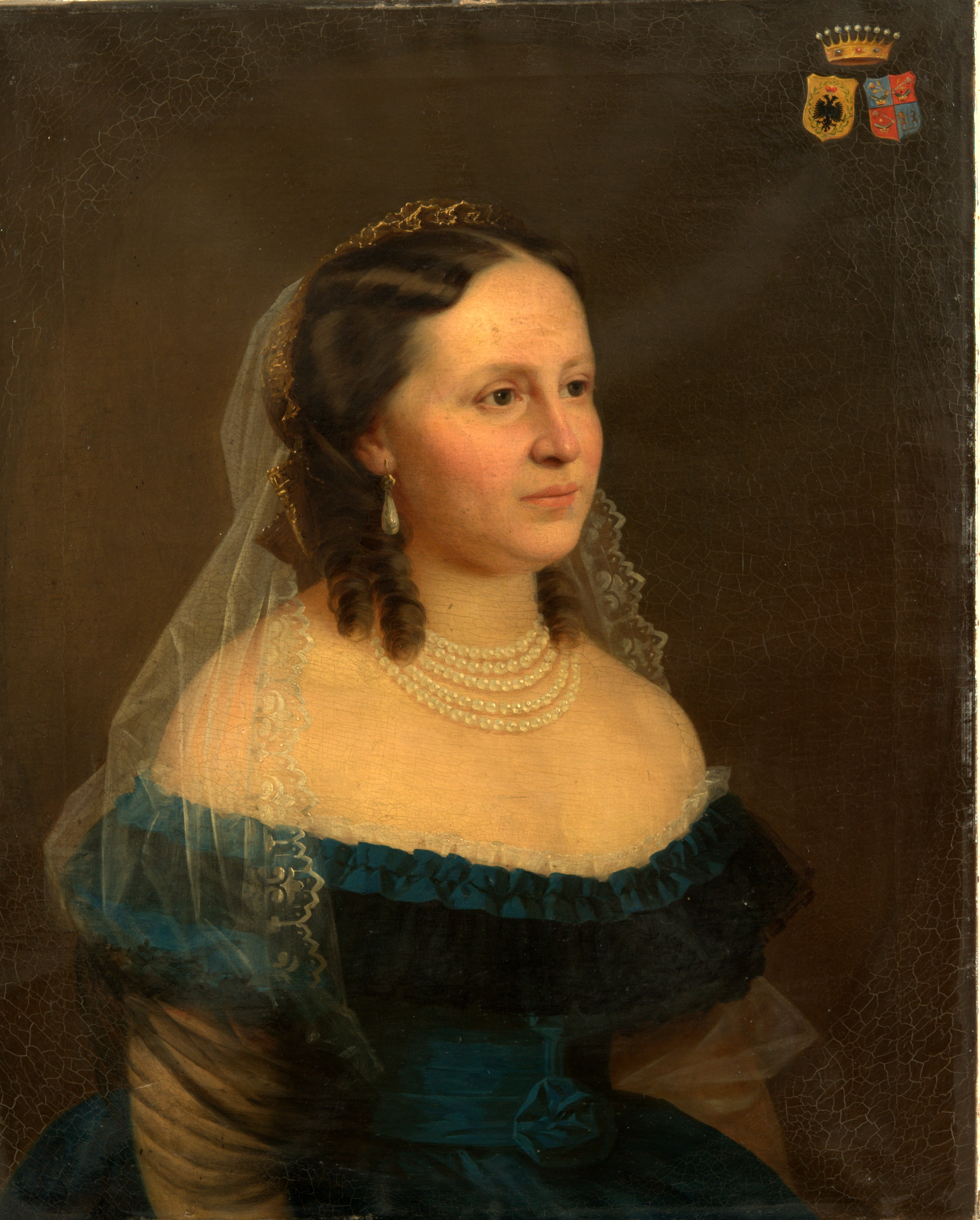
Karolina Gfn. Logothetti geb. Gfn. Nemes de Hidvég um 1870

Nach dem Besuch des Gymnasiums in Brünn (jetzt: Brno) trat Wladimir als freiwilliger Kadett in das 5. Kürassierregiment Graf Auersperg in Brünn ein. Im Revolutionsjahr 1848 und während des ungarischen Aufstands 1848/9 als Offizier im 4. Ulanenregiment in Oberungarn, Siebenbürgen und Italien eingesetzt, wurde er mehrmals verwundet und zeichnete sich durch persönlichen Mut besonders aus. Dafür erhielt er mehrere österreichische und russische Auszeichnungen.
Während der Kämpfe machte er in Siebenbürgen im Komitat Kronstadt (jetzt Brașov/Rumänien) Bekanntschaft mit seiner späteren Frau, Spross der katholischen Linie eines ansonst wichtigen kalvinischen Siebenbürger Geschlechts. Die Heirat folgt im Jahre 1851 (siehe Abt. Familie). Wladimirs Vater hatte schon in 1831, 1832 und 1834 Gesuche um Anerkennung des in der Bukowina traditionellen und unbeanstandet geführten Grafentitels der Familie eingereicht. Wegen des schlechten Zustandes der Bukowiner Archive war dies vorerst nicht gelungen. Die aktive Teilnahme an die Rettung des Kaiserreiches bewirkte allerdings, dass Vater und Söhnen am 8. Juli 1848 per Kaiserlichem Dekret die „Genehmigung zur Führung des ausländischen Grafentitels“ (Venedig 1703) erhielten.
Bis 1860 blieb Wladimir in aktivem Dienst, hauptsächlich in Galizien und Siebenbürgen, wo die ersten drei Kinder geboren wurden. Als sich die Gesundheit seines Vaters Hugo I. verschlimmerte, kehrte er nach Mähren zurück um die Verwaltung der Familiengüter zu übernehmen. Er quittierte den Dienst als Kommandant der 1. Division des Freiwilligen Ulanenregiments, dann im Kampf in Norditalien.

Wladimir ließ sich nieder auf Bilowitz, sein jüngerer Bruder Zdenko ging mit der verwitweten Mutter Pauline nach Březolup. Aus der Mitgift seiner Frau ließ Wladimir das Schloss Bilowitz wesentlich modernisieren und um einen Flügel erweitern. Aus dem Bild von um 1860 ist die neue Anbau rechts deutlich erkennbar. 

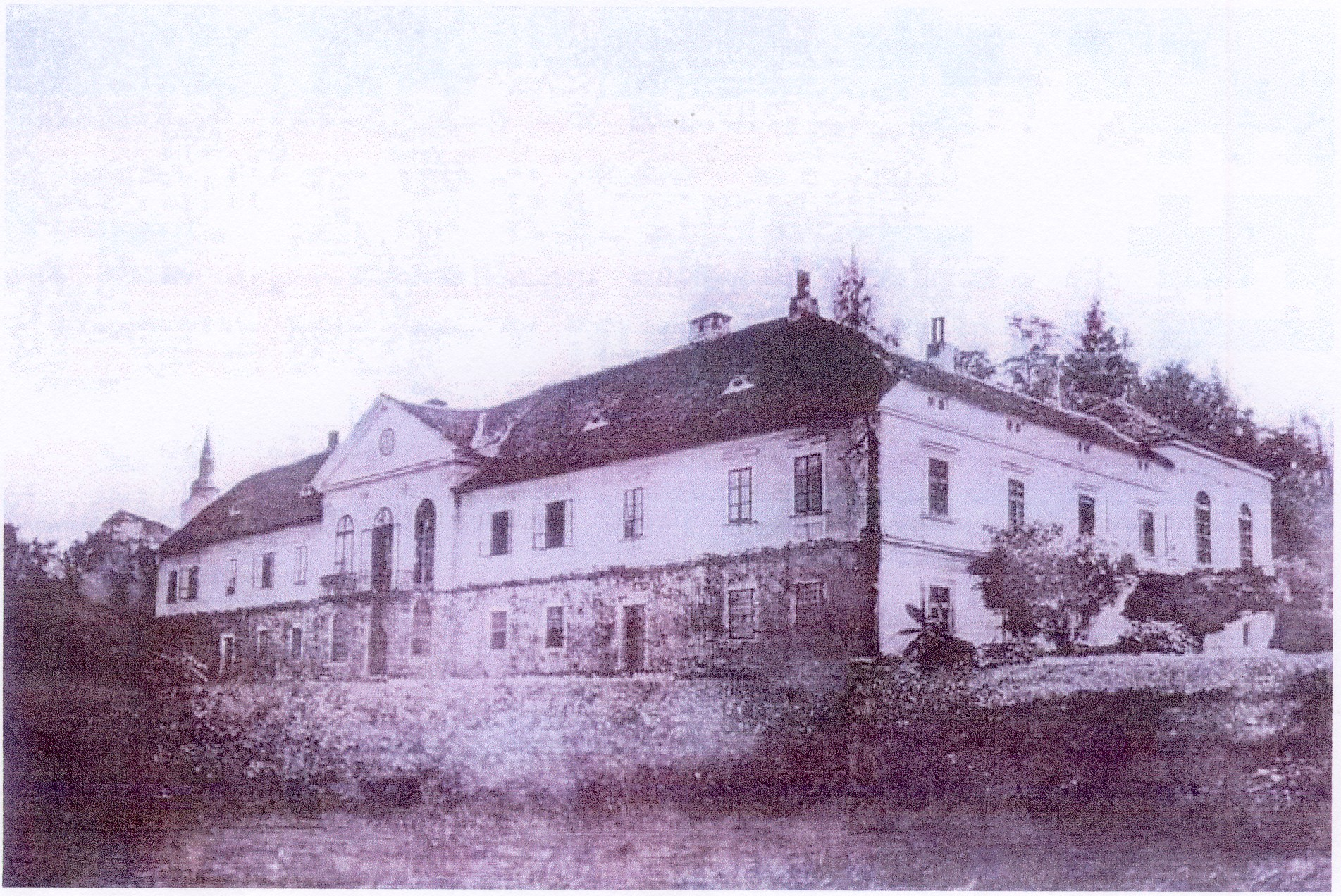
Schloss Bilowitz um 1860

Nach dem Tod des Vaters ließ sich Wladimir als Invalider endgültig aus dem aktiven Militärdienst entlassen und übernahm die gesellschaftliche Rolle des Vaters: in den Jahren 1864–1865 war er Bürgermeister von Bilowitz, während der Jahre 1871 bis 1877 (4. und 5. Landtagsperiode) Abgeordneter im Mährischen Landtag, wo er mehrmals in mährischer adeliger Tracht auftrat.

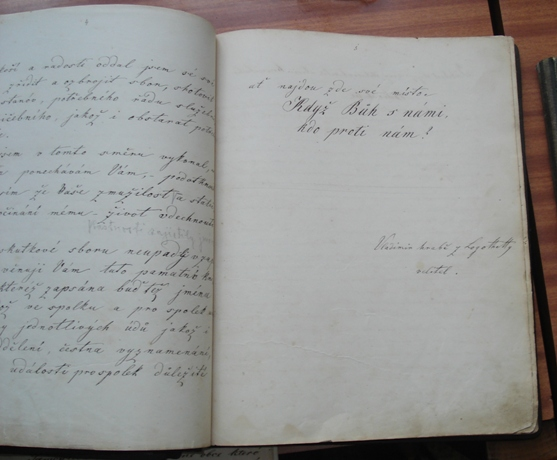
Registration von Wladimir auf Tschechisch auf den ersten Seiten des Journals der Freiwilligen Feuerwehr von Bilowitz

 Für die Entwicklung des Dorfes Bilowitz und für Südmähren im Allgemeinen war die Errichtung der ersten mährischen Freiwilligen Feuerwehr im Jahre 1869 bei weitem seine wichtigste Tat . Schon 1861 und 1865 waren Wladimir und sein jüngerer Bruder Zdenko aktiv beteiligt beim Löschen verheerender Brände im nahen Dorf Kněžpole, das dafür den beiden tapferen Grafen in 1866 die Ehrenbürgerschaft verlieh. Auch Bilowitz verlieh dann 1869 an Wladimir, den Gründer und ersten Kommandanten der Dorffeuerwehr, die Ehrenbürgerschaft. Logothetti gehörte im Mährischen Landtag zu den Initiatoren des Gesetzes von 1873, das die Gründung Freiwilliger Feuerwehren in Gemeinden über 100 Häuser empfahl.
Wladimir beherrschte fließend Deutsch, Polnisch, Tschechisch und Ungarisch. Er organisierte Wettbewerbe zwischen tschechischen und deutschen Schülern, war aktiv im Männergesangverein von Ungarisch Hradisch, den er zusammen mit seinem Vater mitbegründet hatte, gründete 1863 zusammen mit seinem Bruder Zdenko den ersten mährischen Rudenverein, den Rudenverein Moravia in Ungarisch Hradisch, und war auch sonst sozial aktiv.

Drei misslungene Versuche, einen mährischen Ausgleich zu erreichen – in den Jahren 1848, 1868 und 1871, als er selbst dem Landtag angehörte (der Mährische Ausgleich wurde schließlich erst 1905 vereinbart) – führten dazu, dass sich Wladimir entschloss, die aktive Politik zu verlassen und sich wieder dem vertrauten Militärleben zu widmen. 1877 weigerte er sich trotz massiven Drängens erneut, für den Mährischen Landtag zu kandidieren, und ließ sich stattdessen zum nicht-aktiven Mitglied des Ulaneneskadrons der Galizischen Landwehr registrieren. 

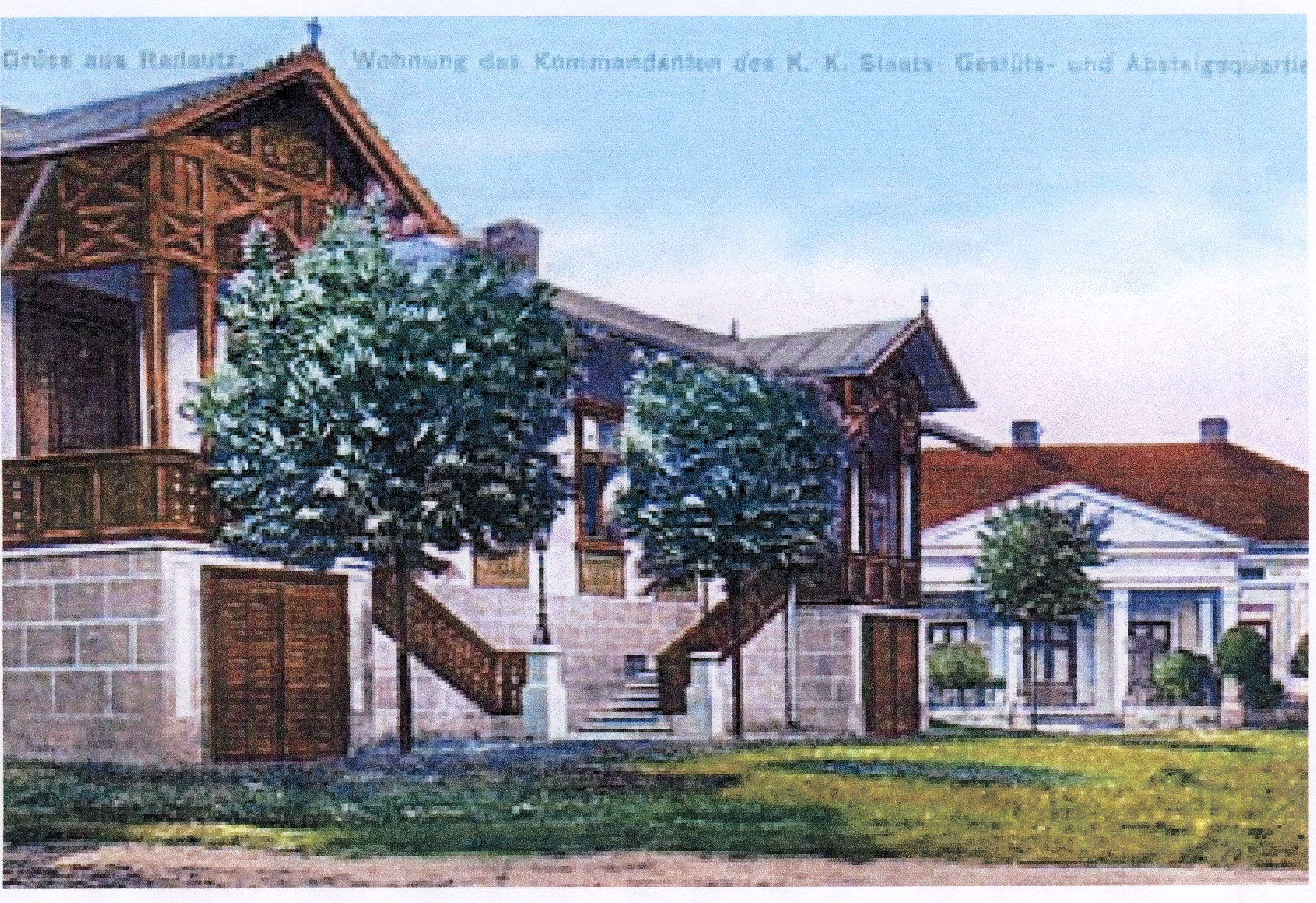
Haus des Gestütskommandants in Radautz um 1885

In 1882 wurde er Kommandant des k.k. Staatshengstendepots in Drogowitz (jetzt: Дрогобич/Drohobytsch/Ukraine), um dieses nach einem Jahr für die wichtigere Position des Kommandanten des größeren Staatsmilitärgestüts in Radautz in der Bukowina zu wechseln. Die Ansichtskarte aus jener Zeit zeigt seine Amtswohnung. Er machte sich sehr verdient für die Pferdezucht in der Bukowina, vor allem für die vom Militär sehr geschätzten Huzulenpferde.
Am 7. Dezember 1892 erlag der schon 70 Jahre alte stattliche Offizier den Folgen eines unglücklichen Sturzes von Pferde. Sein Leichnam wurde nach Bilowitz überführt und ist dort im Familiengrab bestattet. Die Bilowitzer Freiwillige Feuerwehr gedenkt jedes fünfte Jahr ihrer Gründer.

## Familie

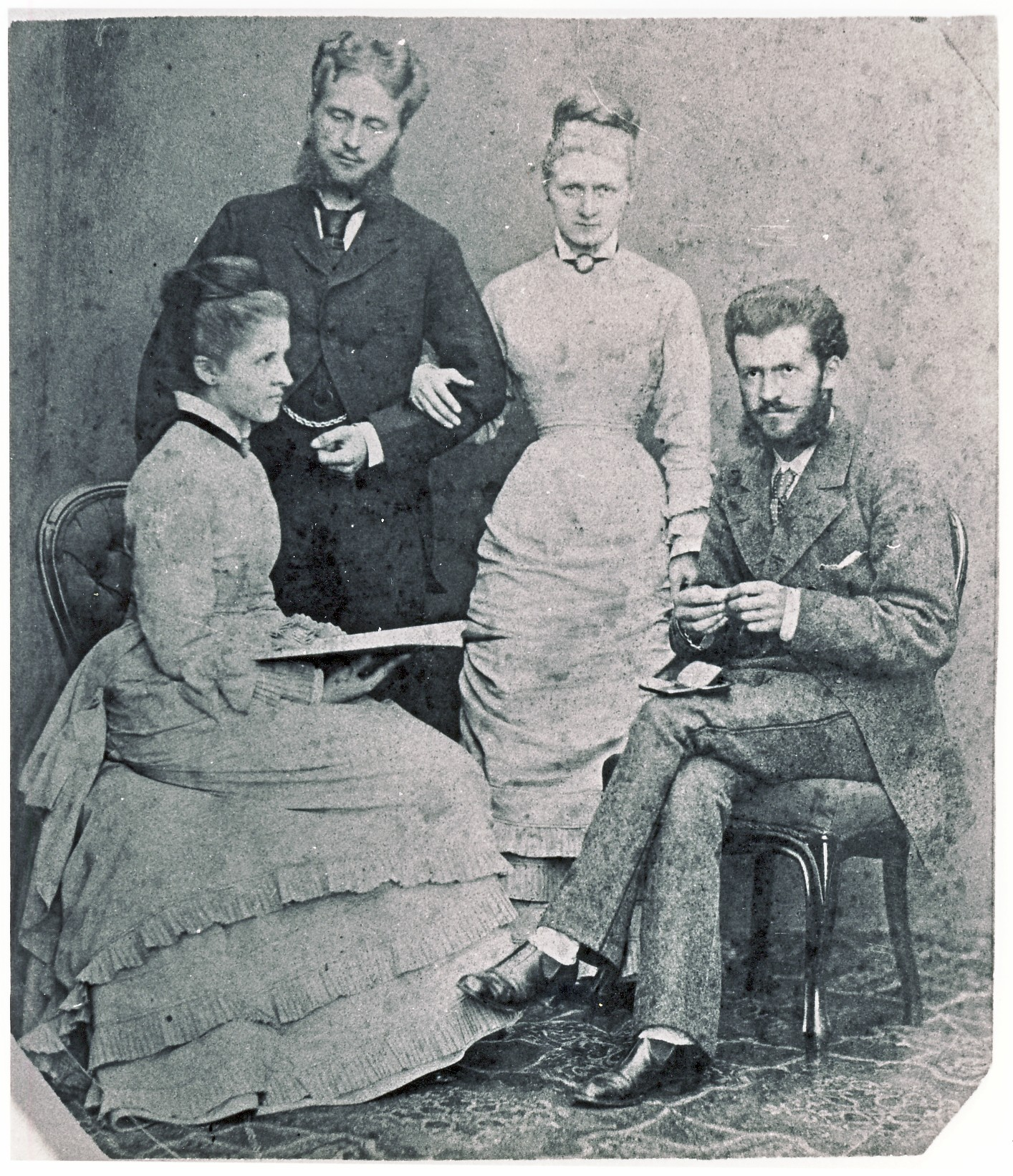
Die Kinder Logothetti. Von links nach rechts: Rosa Gfn. Logothetti (1856–1941), Hugo II. Gf. Logothetti (1852–1918), Maria Freiin Taxis geb. Gfn. Logothetti (1859–1929), Alfred Gf. Logothetti (1853–1923). Bilowitz, um 1880

Wladimir Logothetti heiratete am 25. Oktober 1851 in der römisch-katholischen Michaelskirche zu Klausenburg (jetzt Cluj-Napoca/Rumänien) mit Maria Karolina Rosalia Johanna Gräfin Nemes de Hidvégi et Oltszem (1826–1906). Sie entstammte der katholischen Linie eines alten Siebenbürger Geschlechts, das in Mehrheit kalvinischen Bekenntnisses war, und das seinen Titel vom Siebenbürger Fürsten Gábor Bethlen bekommen hatte. In der noch immer existierende ungarischen kalvinischen Kirche in der Fárkas útca (Wolfstrasse, jetzt Strada Mihail Kogǎniceanu) in Klausenburg besaßen sie ihre eigenen Kirchenbänke. Die katholische Linie hatte mit Karolines Großvater, dem rekonvertierten Ádam grof Nemes de Hídvégi († 1766) im Jahre 1755 den Grafentitel bekommen und hatte gleichfalls in einer Klausenburger Kirche, der Piaristen oder Akademienkirche ihre eigene Gruft.
Das Ehepaar bekam vier Kinder: Hugo II (1852–1918), später höher österreichisch-ungarischer Diplomat; Alfred (1853–1923), Offizier und später rumänischer Großgrundbesitzer; Rosalia (1856–1942), Ehrendame des adeligen Damenstiftes Maria Schul in Brünn; und Maria (1859–1929), verheiratet mit Paul Lamoral Freiherr Taxis von Bordogna und Valnigra (1852–1901).

## Orden und Ehrenzeichen
- K.k. Kriegsmedaille, Österreich – 1848
- Militärverdienstkreuz, Österreich – 1849
- Ritterkreuz des Sankt-Annen-Ordens III. Klasse mit Schwertern, Russland – 1849
- Ritter des Ordens der Eisernen Krone, Österreich – 1861
- Marianerkreuz, Deutscher Ritterorden (Österreicher Zweig) – 1882